# Bích Đào
Bích Đào là một phường thuộc thành phố Hoa Lư, tỉnh Ninh Bình, Việt Nam.

## Địa lý
Phường Bích Đào nằm ở trung tâm thành phố Hoa Lư, có vị trí địa lý: 
- Phía đông giáp phường Ninh Phúc
- Phía nam giáp phường Ninh Sơn
- Phía tây giáp phường Vân Giang
- Phía bắc giáp Sông Đáy.

Phường Bích Đào có diện tích 2,26 km², dân số năm 2023 là 12.942 người, mật độ dân số đạt 5.726 người/km².
Chợ Bích Đào nằm ở phố Vạn Thắng là chợ trong danh sách các chợ loại 1, 2, 3 ở Ninh Bình.
Hiện nay trên địa bàn phường Bích Đào có Sư đoàn 350 thuộc Quân khu 3 đóng quân và các trường Trung hoc phổ thông Đinh Tiên Hoàng, trường Chính trị, trường Quân sự tỉnh.

## Hành chính
Phường Bích Đào được chia thành 13 tổ dân phố: Bắc Sơn, Bích Sơn, Đông Hồ, Đông Sơn, Đông Xuân, Hưng Thịnh, Phúc Thịnh, Thanh Sơn, Thanh Xuân, Trung Sơn, Vạn Hưng, Vạn Thắng, Vạn Thịnh.

## Lịch sử
Ngày 9 tháng 4 năm 1981, Hội đồng Chính phủ ban hành Quyết định số 151-CP về việc thành lập phường Đinh Tiên Hoàng thuộc thị xã Ninh Bình trên cơ sở tách một phần diện tích và nhân khẩu của thị trấn Ninh Bình cũ thuộc huyện Hoa Lư.
Ngày 26 tháng 12 năm 1991, Quốc hội ban hành Nghị quyết về việc chia tỉnh Hà Nam Ninh thành tỉnh Nam Hà và tỉnh Ninh Bình. Khi đó, phường Đinh Tiên Hoàng thuộc thị xã Ninh Bình, tỉnh Ninh Bình. 
Ngày 2 tháng 11 năm 1996, Chính phủ ban hành Nghị định số 69-CP (nghị định có hiệu lực từ ngày 1 tháng 1 năm 1997) về việc:
- Sáp nhập 10,35 ha diện tích tự nhiên và 2.290 nhân khẩu của xã Ninh Sơn và 27,30 ha diện tích tự nhiên và 1.610 nhân khẩu của xã Ninh Phúc thuộc huyện Hoa Lư vào thị xã Ninh Bình quản lý.
- Thành lập phường Bích Đào trên cơ sở điều chỉnh 55,37 ha diện tích tự nhiên và 6.599 nhân khẩu của một phần phường Đinh Tiên Hoàng cũ; 102,35 ha diện tích tự nhiên và 2.290 nhân khẩu của xã Ninh Sơn; 27,30 ha diện tích tự nhiên và 1.610 nhân khẩu của xã Ninh Phúc.

Phường Bích Đào có diện tích tự nhiên 185,02 ha và 10.499 nhân khẩu.
Ngày 28 tháng 4 năm 2005, Chính phủ ban hành Nghị định số 58/2005/NĐ-CP về việc điều chỉnh 3,37 ha diện tích tự nhiên và 508 nhân khẩu của phường Bích Đào về xã Ninh Sơn quản lý.
Sau khi điều chỉnh địa giới hành chính, phường Bích Đào có 224,20 ha diện tích tự nhiên và 7.698 nhân khẩu.
Ngày 7 tháng 2 năm 2007, Chính phủ ban hành Nghị định số 19/2007/NĐ-CP về việc thành lập thành phố Ninh Bình thuộc tỉnh Ninh Bình. Phường Bích Đào trực thuộc thành phố Ninh Bình.
Ngày 10 tháng 12 năm 2024, Ủy ban Thường vụ Quốc hội ban hành Nghị quyết số 1318/NQ-UBTVQH15 về việc sắp xếp đơn vị hành chính cấp huyện, cấp xã của tỉnh Ninh Bình giai đoạn 2023 – 2025 (nghị quyết có hiệu lực từ ngày 1 tháng 1 năm 2025). Theo đó, thành lập thành phố Hoa Lư thuộc tỉnh Ninh Bình trên cơ sở thành phố Ninh Bình và huyện Hoa Lư. Phường Bích Đào trực thuộc thành phố Hoa Lư.